# Aire d'attraction de Freyming-Merlebach (partie française)
L'aire d'attraction de Freyming-Merlebach (partie française) est un zonage d'étude défini par l'Insee pour caractériser l’influence de la commune de Freyming-Merlebach sur les communes environnantes.

### Carte

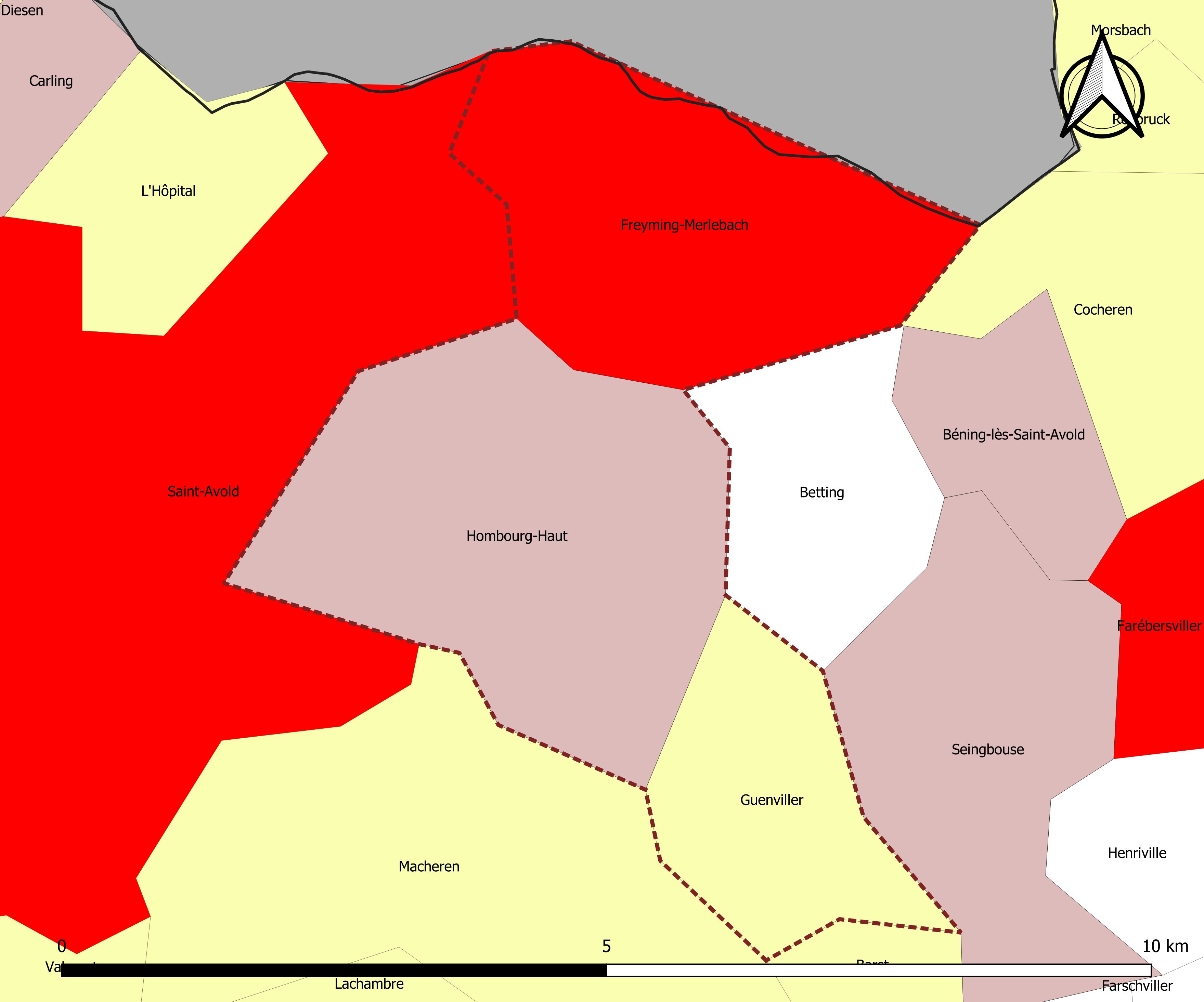
Carte de l'aire d'attraction de Freyming-Merlebach (partie française).
Commune-centre
Commune du pôle principal
Commune de la couronne

## Définition
L'aire d'attraction d'une ville est composée d’un pôle, défini à partir de critères de population et d’emploi ainsi que d’une couronne constituée des communes dont au moins 15 % des actifs travaillent dans le pôle. Le pôle d’attraction constitue ainsi un point de convergence des déplacements domicile-travail,.

## Géographie
L’aire d'attraction de Freyming-Merlebach (partie française) est une aire intra-départementale qui comporte 3 communes dans la Moselle. 

### Composition communale
| Nom                                 | Code Insee | Département | Statut                    | Superficie (km2) | Population (dernière pop. légale) | Densité (hab./km2) | Modifier                                    |
| ----------------------------------- | ---------- | ----------- | ------------------------- | ---------------- | --------------------------------- | ------------------ | ------------------------------------------- |
| Freyming-Merlebach (commune-centre) | 57240      | Moselle     | commune-centre            | 9,06             | 13 069 (2022)                     | 1 442              | modifier les données · modifier les données |
| Hombourg-Haut                       | 57332      | Moselle     | commune du pôle principal | 12,25            | 6 122 (2022)                      | 500                | modifier les données · modifier les données |
| Guenviller                          | 57271      | Moselle     | commune de la couronne    | 4,74             | 681 (2022)                        | 144                | modifier les données · modifier les données |

## Démographie
Cette aire est catégorisée dans les aires de moins de 50 000 habitants, une catégorie qui regroupe 12,2 % de la population au niveau national,.